# Sungai Jambu (Pariangan)
Sungai Jambu is een bestuurslaag in het regentschap Tanah Datar van de provincie West-Sumatra, Indonesië. Sungai Jambu telt 2618 inwoners (volkstelling 2010).